# Francesc Camps i Mercadal
Francesc Camps i Mercadal o Francesc d'Albranca (es Migjorn Gran, Menorca, 1852 - es Migjorn Gran, Menorca, 1929).
Metge, erudit i folklorista. Fill d'una família pagesa, es llicencià en medicina a Barcelona (1878) i s'establí as Migjorn Gran. Dedicat als estudis d'arqueologia, etnografia i folklore, publicà importants treballs, principalment en la "Revista de Menorca". Utilitzà el pseudònim Francesc d'Albranca, que arribà a fer-se popular a Menorca. Milità en el periodisme catòlic i tradicionalista, dins i fora de l'illa; publicà el recull d'articles titulat Derecho a la ignorancia (1894). La seva obra més important és Folklore menorquín (de la pagesía) (1918-21, premi de l'Ateneu de Maó (1912).

## Vida
Va néixer a la Cova, al terme d'Es Migjorn Gran l'any 1852. El seu pare era pagès a Albranca Vell, on ell va créixer i feu de missatge. Estudià el batxillerat a l'institut de Maó, tot compaginant els estudis amb la feina.
L'any 1878 es va llicenciar en Medicina i Cirurgia a la Universitat de Barcelona. Va exercir tota la vida com a metge del terme d'Es Migjorn i va adquirir una gran fama en el terreny de la medicina, de manera que era consultat arreu de Menorca en els casos més difícils. De 1912 a 1913 va col·laborar a la revista Llum Nova, un dels primers butlletins en català del seu poble natal.
Es va interessar especialment per les tradicions populars i per tot el que feia referència a la cultura popular: tradicions, llegendes, rondalles, cançons, folklore, arqueologia, etc. Va col·laborar amb Mossèn Antoni M. Alcover en l'elaboració del Diccionari català-valencià-balear. Signava els seus escrits amb el pseudònim de Francesc d'Albranca.
Fou membre corresponent de la Real Academia de la Historia i de l'Institut d'Estudis Catalans i soci emèrit de l'Ateneu de Maó.
Va morir a Es Migjorn Gran l'any 1929.

## Obra
El seu llibre més important és el titulat Folklore menorquí. De la pagesia (llibre premiat el 1911 per l'Ateneu de Maó i aparegut a la Revista de Menorca entre 1918 i 1921), un recull de les tradicions populars menorquines. Després de la seva mort s'han aplegat alguns dels seus articles en un llibre titulat Migjorn.
També va escriure articles de polèmica religiosa, recollits en part al volum Derecho a la ignorancia (1894).
La seva obra és escrita en el català dialectal de Menorca, que reflecteix la parla viva del seu temps.
Una bona part de la seva obra encara roman inèdita.